# Игнашкино (Марий Эл)
Игнашкино (мар. Игнашкин) — деревня в Горномарийском районе Республики Марий Эл. Входит в состав Озеркинского сельского поселения.

## География
Находится в юго-западной части республики Марий Эл на левобережье Волги на расстоянии приблизительно 7 км по прямой на север от районного центра города Козьмодемьянск и менее 1 км по на северо-запад от центра поселения деревни Озерки.

## История
Упоминается с 1898 года как околодок Игнашкин (Озерки) с 12 дворами и 59 жителями. В советское время работали колхозы «Таймыр», «Знамя Ильича» и «Смена».

## Население
Население составляло 36 человек (мари 78 %) в 2002 году, 20 в 2010.